# Distretto di Çeltikçi
Il distretto di Çeltikçi (in turco Çeltikçi ilçesi) è uno dei distretti della provincia di Burdur, in Turchia.